# Potupa
Potupa (latinsky contumelia) nebo pohana je definována jako nespravedlivé porušení úcty vůči přítomné osobě. Může se tak dít aktivně, kdy je potupa dána najevo činem či skutkem, či pasivně, např. opomenutím povinných projevů úcty. Mezi aktivní úkony patří např. nadávka, výsměch, ironie, bití apod.

## Katolická morální teologie
Podle katolické morální teologie je potupa hříchem proti lásce i spravedlnosti ex genere suo grave. Velká potupa je těžkým hříchem proti lásce, protože bližního těžce zarmucuje, je také těžkým hříchem proti spravedlnosti, protože porušuje právo bližního na vnější projevy úcty a škodí jeho postavení ve společnosti. Malá potupa je hříchem lehkým. Potupa, která má za cíl pobavení, humor, může být i úkonem ctnosti.
Kdo se dopustil potupy, je povinen bližnímu poskytnout náhradu za poškození dobrého jména a cti. Odvolání potupy se má dít před osobami, které byly svědky potupení bližního. Náhrada se děje omluvou či vnějším projevem úcty. Osvobozuje od ní okolnost, že potupená osoba si náhradu již zjednala sama (důrazně se ohradila, potupu vrátila apod.).